# 54-я пехотная дивизия (Российская империя)
54-я пехотная дивизия — пехотное соединение в составе Русской императорской армии

## Русско-японская война 1904—1905
В июне 1904 года 54-я пехотная резервная бригада Казанского военного округа была развёрнута в V Сибирский армейский корпус в составе двух пехотных дивизий: 54-й и 71-й. Корпус назвали Сибирским, поскольку он формировался только на период войны и предназначался для отправки в Маньчжурию. По этой же причине артиллерийская бригада для дивизии не формировалась, а вместо неё была выделена 26-й артиллерийская бригада (без 1-го дивизиона) из Виленского военного округа.

### Состав дивизии
- 1-я бригада
  - 213-й пехотный Оровайский полк (развёртывался в г. Пенза)
  - 214-й пехотный Мокшанский полк (развёртывался в г. Златоуст)
- 2-я бригада
  - 215-й пехотный Бузулукский полк (развёртывался в г. Самара)
  - 216-й пехотный Инсарский полк (развёртывался в г. Пенза)

В начале августа корпус прибыл в Маньчжурию, в район Ляояна. Во время сражения при Ляояне дивизия «заблудилась в гаоляновых зарослях». Но уже в Мукденском сражении дивизия «геройски прикрывает отступление своей армии».
После окончания войны дивизия вернулась в Казанский военный округ и была свёрнута обратно в 54-ю пехотную резервную бригаду (расформированную в 1910 году).

### Командование дивизии

#### Начальники дивизии
- 01.06.1904 — 21.09.1904 — командующий генерал-майор Орлов, Николай Александрович (с должности начальника 54-й бригады; в распоряжение начальника Главного Штаба)
- 17.10.1904 — 04.07.1906 — командующий генерал-майор Артамонов, Леонид Константинович (с 8-й Восточно-Сибирской стрелковой дивизии; в состоящие в прикомандировании к Главному Штабу)

#### Начальники штаба дивизии
- 01.06.1904 — 22.09.1904: исправляющий должность[2] подполковник Глобачев, Николай Иванович (из штаб-офицера при управлении 54-й бригады; в распоряжение начальника штаба Главнокомандующего на Дальнем Востоке)
- 22.09.1904 — 22.07.1905: исправляющий должность полковник фон Коцебу Павел Аристович (Эрнестович) (из и. д. начальника штаба 1-й Сибирской пехотной дивизии; командиром 213-го пех. Оровайского полка)
- 17.09.1905 — 21.04.1906 — исправляющий должность[2] подполковник Панов, Филипп Петрович[3] (из штаб-офицера для поручений при командующем войсками Квантунской области; в штаб-офицеры при управлении 54-й пехотной резервной бригады)

#### Командиры бригад

##### 1-й
- 01.06.1904 — 28.07.1906: генерал-майор Петеров, Эрнест-Яков Касперович (с командира 15-го Тифлисского гренадерского полка с производством; на 2-ю бригаду 39-й дивизии) (Золотое оружие с надписью «За храбрость»)

##### 2-й
- 01.06.1904 — 05.10.1904: генерал-майор Фомин, Михаил Назарович (с командира 162-го пехотного Ахалцыхского полка с производством; в распоряжение начальника Главного Штаба)
- 05.10.1904 — 29.07.1905: генерал-майор Лисовский, Николай Яковлевич (с командира 33-го Восточно-Сибирского полка с производством; в начальники штаба 2-го Сибирского армейского корпуса)
- 12.12.1905 — 14.03.1906: генерал-майор Попов Иван Васильевич (с командира 8-го Восточно-Сибирского полка с производством; на 2-ю бригаду 10-й Восточно-Сибирской стрелковой дивизии)

### На сопках Маньчжурии
Участие 54-й пехотной дивизии в Русско-японской войне 1904—1905 послужило причиной появления на свет вальса «На сопках Маньчжурии», который написал капельмейстер 214-го пехотного Мокшанского полка Илья Алексеевич Шатров.

## Первая мировая война
54-я пехотная дивизия относилась к группе пехотных дивизий второй очереди мобилизации, которые должны были начать формироваться при объявлении мобилизации из лиц, состоящих в запасе армии, на основе кадра, выделяемого одной из пехотной дивизий мирного времени.
Дивизия формировалась в Московском военном округе, в Москве и Твери. Кадр для её формирования был выделен 2-й гренадерской дивизией. По предвоенным планам сформированная дивизия должна была поступить на усиление 1-й армии.
Вошла в состав 1-й армии. Понесла большие потери в ходе Восточно-Прусской операции. Расформирована в октябре 1914 года.

### Состав дивизии
- 1-я бригада
  - 213-й пехотный Устюгский полк
  - 214-й пехотный Кремлёвский полк
- 2-я бригада
  - 215-й пехотный Сухаревский полк
  - 216-й пехотный Осташковский полк
- 54-я артиллерийская бригада

### Командование дивизии

#### Начальники дивизии
- 19.07.1914 — 13.10.1914 — командующий генерал-майор Чижов, Михаил Иванович

#### Начальники штаба дивизии
- 14.09.1914 — 04.11.1914 — полковник Кельчевский, Анатолий Киприанович

#### Командиры бригады
- 29.07.1914 — 10.09.1914 — генерал-майор Ерогин, Михаил Григорьевич

#### Командиры 54-й артиллерийской бригады
- 25.07.1914 — 19.11.1914 — командующий полковник Созанович, Владимир Фёдорович